# NGC 659
NGC 659 es un cúmulo abierto en la constelación de Casiopea, descubierto por la astrónoma Carolina Herschel, alemana y británica en 1783.
- Datos: Q1038013
- Multimedia: NGC 659 / Q1038013